# Urad za dolžine
Urad za dolžine (francosko Bureau des longitudes) je francoska znanstvena ustanova, ustanovljena z odlokom 25. junija 1795 z namenom izboljševanja pomorske navigacije, standardizacije časovne službe, geodezije in astronomskih opazovanj. V 19. stoletju je bila odgovorna za sinhronizacijo ur po svetu. V tem času sta ji predsedovala François Jean Dominique Arago in Henri Poincaré. Urad ima sedaj vlogo akademije in v njem še vedno vsakomesečno vodijo sestanke, kjer razpravljajo o vsebinah povezanih z astronomijo.
Ustanovni člani so bili :
- Geometri:
  - Joseph-Louis de Lagrange,
  - Pierre-Simon Laplace,
- Astronomi:
  - Joseph Jérôme Lefrançois de Lalande,
  - Pierre-François-André Méchain,
  - Jean-Baptiste Joseph Delambre,
  - Jean-Dominique Cassini,
- Jean-Charles de Borda, skrbel za področje mehanike tekočin in bil Carnotov predhodnik v termodinamiki,
- Jean-Nicolas Buache, geograf,
- Louis Antoine de Bougainville, priznani navigator in
- Noël Simon Caroché, izdelovalec daljnogledov.